# Международен ден на жените и момичетата в науката
Международният ден на жените и момичетата в науката (на английски: International day of women and girls in science; на арабски: اليوم الدولي للمرأة في مجال العلوم; на испански: Día Internacional de la Mujer y la Niña en la Ciencia; на китайски: 妇女和女童参与科学国际日; на руски: Международный день женщин и девочек в науке; на френски: Journée internationale des femmes de science) е обявен от Организацията на обединените нации с цел за постигане на равен достъп на жените и момичетата в образованието и науката. Отбелязва се от 2016 г. на 11 февруари.
Международният ден има за цел да насочи общественото внимание към проблема с дискриминацията на жените и момичетата в образованието и професионалното им развитие в науката. Цели се насърчаване на момичетата и жените в сферата на образованието и науката, както и признание на научните им постижения.
От началото на XXI век международната общност е направила множество усилия за насърчаване на жените и постигане на равенство между половете. Според доклад на ЮНЕСКО от 2015 г. 28% от изследователите в световен мащаб са жени. Те имат по-ограничен достъп до заемане на ръководни позиции и финансиране.
През декември 2015 г. Общото събрание на ООН приема Резолюция А/70/474, с която обявява датата 11 февруари за Международен ден на жените и момичетата в науката. Той е част от Програмата за устойчиво развитие 2030, в която се посочва, че силата на науката е двигател за съхранение на човешките права и достойнства и води до намаляване на бедността и опазване на планетата.